# Habrophlebiodes brunneipennis
Habrophlebiodes brunneipennis is een haft uit de familie Leptophlebiidae. De wetenschappelijke naam van de soort is voor het eerst geldig gepubliceerd in 1946 door Berner.
De soort komt voor in het Nearctisch gebied.